# バーンパイ - ナコーンパノム線
バーンパイ - ナコーンパノム線は、タイ王国東北部にて計画されているタイ国有鉄道の路線で、2025年現在建設中である。コーンケン - ナコーンパノム線とも称される。
東北本線バーンパイ駅（コーンケン県）よりラオス国境ナコーンパノム県の第3タイ・ラオス友好橋付近に至る。
起点となるコーンケン県を除き、マハーサーラカーム県など沿線の県（チャンワット）は今まで鉄道と無縁であった点が特筆される。

## 概要
総延長は約355 km。工区は二分されており、第一工区はバーンパイ駅～ローイエット県ノーンポック 177.5 km、第二工区がノーンポック～ナコーンパノム県 177.28 kmである。
終着となる第3友好橋駅は貨物専用として計画されたが、のちに客貨両用と修正されている。
用地取得が計画より遅れた影響で、現時点では2028年の開通と公表されているが、媒体によっては2029年、2030年以降とも報じられている。

## 歴史
ラオスに面する要衝・ナコーンパノムに鉄道を開通させる最初期の構想は、サイアム鉄道局総裁カムペーンペット親王が1926年に公表したとされる。建設中の当路線とは経路が異なるが、1930年より実施された鉄道建設計画にも盛り込まれていた。
現実の時系列としてはコラート駅（現・ナコンラチャシーマ駅）が1900年に開業し、それからは南本線（1921年 スンガイコーロック開業）および北本線（1922年 チェンマイ開業）の建設が優先された。続いて、東本線アランヤプラテート方面（1926年開業）、コラートから分岐するウボンラーチャターニー方面（1930年開業）とコーンケン方面（1933年開業）、計3路線が第二次全国鉄道建設計画として整備された。
コーンケン駅よりノーンカーイ方面に至る現存路線、その経路上にあるクムパワーピー駅にて交差するメーソート（旧ビルマ国境）方面・ナコーンパノム方面とを結ぶものと、ブワヤイとムクダハーンとを結ぶ2つの東西横断路線が第三次全国鉄道建設計画に示された。1930年からは測量が行われたが、1932年に発生した立憲革命に始まる政治的混乱の影響で事業は中止となった。
のちに、ノーンカーイ方面はウドーンターニー開業（1941年開業）を経て1958年に全通した。一方、ナコーンパノム方面については、太平洋戦争開戦により進駐した旧日本軍が経路修正のうえで模索したほか、終戦後にも計画復活の動きがあったが、実現に至ることはなかった。
21世紀に入り再び鉄道建設の機運が高まり、2020年5月に閣議決定された。
2021年1月、閣議決定により用地収用が許可され、同年9月に開始された。同年12月には各工区の建設企業が決定した。なお、この時点では2026年の開業と報じられていた。
2023年5月21日、ナコーンパノム県にて着工。